# Вероніка Лодж
Вероніка Сесілія Лодж (англ. Veronica Cecilia Lodge) — одна з головних героїв франшизи Archie Comics, є клавішницею і однією з трьох вокалісток рок-гурту The Archies. Вона з Нью-Йорка, але в даний час проживає в містечку Рівердейл з батьками Хірамом Лодж та Герміоною Лодж.

## Зовнішність
Вероніка — красива дівчина. У неї смаглява шкіра, пряме чорне волосся і чорні очі. Попри нещастя, що спіткало її родину (батько Вероніки був заарештований, а все їхнє майно конфісковано), Вероніці вдалося зберегти свій вишуканий гардероб, що складається зі стильних і дорогих суконь і туфель на високих підборах.

## Особистість
Вероніка - харизматична, впевнена в собі і цілеспрямована. До арешту батька вона була дуже неприємною та жорстокою, називаючи себе «гіршою за Шеріл». Однак після падіння батька Вероніка була принижена шквалом звинувачень, висунутих на її адресу, і вирішила змінитися.
Також було показано, що Вероніка є відкритою феміністкою. Вона розумна і досвідчена, тому що любить читати і часто цитує або посилається на літературні твори. Вміє говорити іспанською.
З моменту переїзду до Рівердейла Вероніка набагато більше піклується про інших, докладаючи зусиль, щоб подарувати друзям смак життя. Вона дуже віддана своїм друзям, особливо Бетті Купер, і зробить усе можливе, щоб захистити їх. Під час протистоянь Вероніка не боїться давати відсіч і демонструвати свою нещадність. 
Вероніка іноді може бути скептичною і не любить, коли їй брешуть, особливо близькі люди.

## Цікаві факти
- Вероніка поміняла своє прізвище на Луна.
- У неї є найкраща подруга в Нью Йорку Кеті Кін. (Серіал «Кеті Кін» є спінофом серіалу «Рівердейл»
- Вероніка одягає окуляри, коли щось читає. Швидше за все у неї є проблеми із зором.
- Має банківський рахунок, який буде відкритий, коли їй буде 21 рік
- Часто носить прикрасу з перлів на шиї.